# Fair Labor Association
Fair Labor Association (in sigla FLA, in italiano: associazione del lavoro equo) è una organizzazione no-profit per i diritti del lavoro, è una iniziativa di più parti sociali che mette insieme società civile e produttive, college e università, e organizzazioni civili per migliorare le condizioni di lavoro in tutto il mondo promuovendo l'adesione alle leggi sul lavoro nazionali e internazionali.
L'associazione è stata istituita nel 1999. Dal 2001, Auret van Heerden è il presidente e amministratore di FLA.